# Ceratonereis tunicatae
Ceratonereis tunicatae är en ringmaskart som först beskrevs av Hartman 1936.  Ceratonereis tunicatae ingår i släktet Ceratonereis och familjen Nereididae. Inga underarter finns listade i Catalogue of Life.